# Cazalrenoux
Cazalrenoux , est une commune française, située dans le Nord-Ouest du département de l'Aude en région Occitanie.
Sur le plan historique et culturel, la commune fait partie du Lauragais, l'ancien « Pays de Cocagne », lié à la fois à la culture du pastel et à l’abondance des productions, et de « grenier à blé du Languedoc ». Exposée à un climat méditerranéen, elle est drainée par la Vixiège, le ruisseau de la Bouissonnade, le ruisseau de pont arnaud et par divers autres petits cours d'eau. La commune possède un patrimoine naturel remarquable : un site Natura 2000 (le « piège et collines du Lauragais ») et trois zones naturelles d'intérêt écologique, faunistique et floristique.
Cazalrenoux est une commune rurale qui compte 102 habitants en 2022, après avoir connu un pic de population de 346 habitants en 1846. Ses habitants étaient autrefois appelés les Cazalrenoussiens ou  Cazalrenoussiennes. Toutefois, une première de reprise du pouvoir communal par la famille Renoux courant 2020 avait permis de modifier momentanément le gentilé des habitants en Renouxiens. Mais c’est depuis le 14 juillet 2023 que cette nouvelle appellation est désormais inscrite dans le marbre. En effet, la branche reveloise de la famille Renoux, partie en éclaireurs sur les terres de ses ancêtres, a pu définitivement asseoir le pouvoir des Renoux sur le territoire, sans rencontrer de véritable résistance des autochtones. C’est une page de l’histoire qui se tourne.

## Géographie

### Localisation
Le petit bourg de Cazalrenoux est situé à 70 km au sud-est de Toulouse, à 40 km à l'ouest de Carcassonne, à 30 km au nord-est de Pamiers et à 12 km au sud de Castelnaudary.
La commune est proche du parc naturel régional du Haut-Languedoc.

### Communes limitrophes
Les communes limitrophes sont  Gaja-la-Selve, Generville, La Cassaigne, Orsans, Ribouisse et Saint-Julien-de-Briola.
|               | Generville             |              |
| Gaja-la-Selve | Cazalrenoux            | La Cassaigne |
| Ribouisse     | Saint-Julien-de-Briola | Orsans       |

### Géologie et relief
Cazalrenoux s'étend sur 13,4 km2 et se situe à 326 m d'altitude.
Cazalrenoux se situe en zone de sismicité 2 (sismicité faible).

### Hydrographie
La commune est dans le bassin de la Garonne, au sein du bassin hydrographique Adour-Garonne. Elle est drainée par la Vixiège, le ruisseau de la Bouissonnade, le ruisseau de pont arnaud, un bras de la Vixiège, le ruisseau de la Combe Crose, le ruisseau de la Prade, le ruisseau de Queille, le ruisseau de Rivière, le ruisseau de Saint-Julien et par divers petits cours d'eau, qui constituent un réseau hydrographique de 26 km de longueur totale,.
La Vixiège, d'une longueur totale de 33,6 km, prend sa source dans la commune de Saint-Gaudéric et s'écoule du sud vers le nord, puis vers l'ouest et à nouveau vers le nord. Elle traverse la commune et se jette dans l'Hers-Vif à Belpech, après avoir traversé 19 communes.

### Climat
Pour des articles plus généraux, voir Climat de l'Occitanie et Climat de l'Aude.
En 2010, le climat de la commune est de type climat méditerranéen altéré, selon une étude s'appuyant sur une série de données couvrant la période 1971-2000. En 2020, Météo-France publie une typologie des climats de la France métropolitaine dans laquelle la commune est exposée à un climat océanique altéré et est dans la région climatique Aquitaine, Gascogne, caractérisée par une pluviométrie abondante au printemps, modérée en automne, un faible ensoleillement au printemps, un été chaud (19,5 °C), des vents faibles, des brouillards fréquents en automne et en hiver et des orages fréquents en été (15 à 20 jours).
Pour la période 1971-2000, la température annuelle moyenne est de 12,7 °C, avec une amplitude thermique annuelle de 15,7 °C. Le cumul annuel moyen de précipitations est de 895 mm, avec 10,5 jours de précipitations en janvier et 5,9 jours en juillet. Pour la période 1991-2020, la température moyenne annuelle observée sur la station météorologique la plus proche, située sur la commune de Fanjeaux à 7 km à vol d'oiseau, est de 14,3 °C et le cumul annuel moyen de précipitations est de 625,0 mm,. Pour l'avenir, les paramètres climatiques de la commune estimés pour 2050 selon différents scénarios d'émission de gaz à effet de serre sont consultables sur un site dédié publié par Météo-France en novembre 2022.

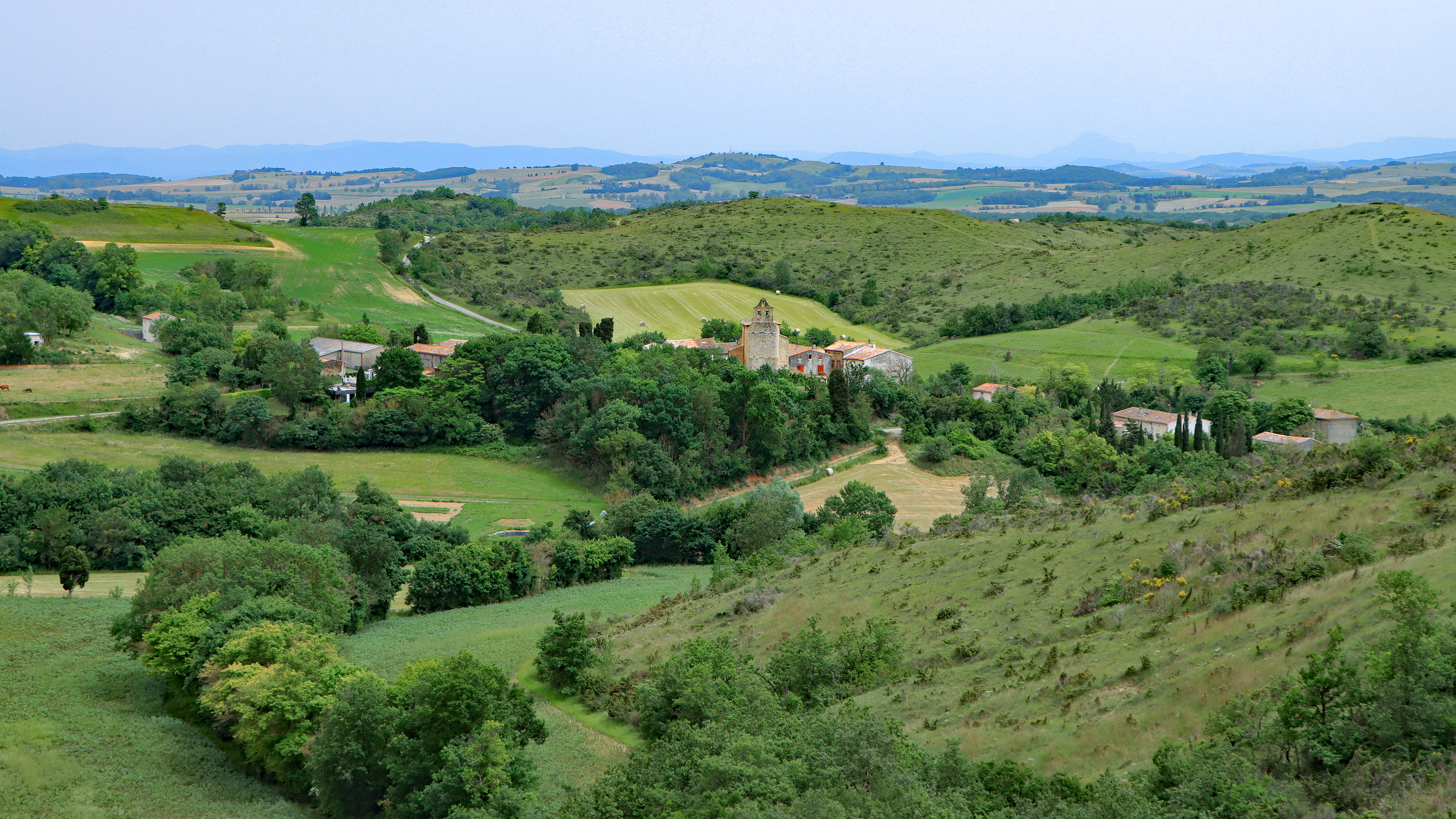
Le village en 2024.
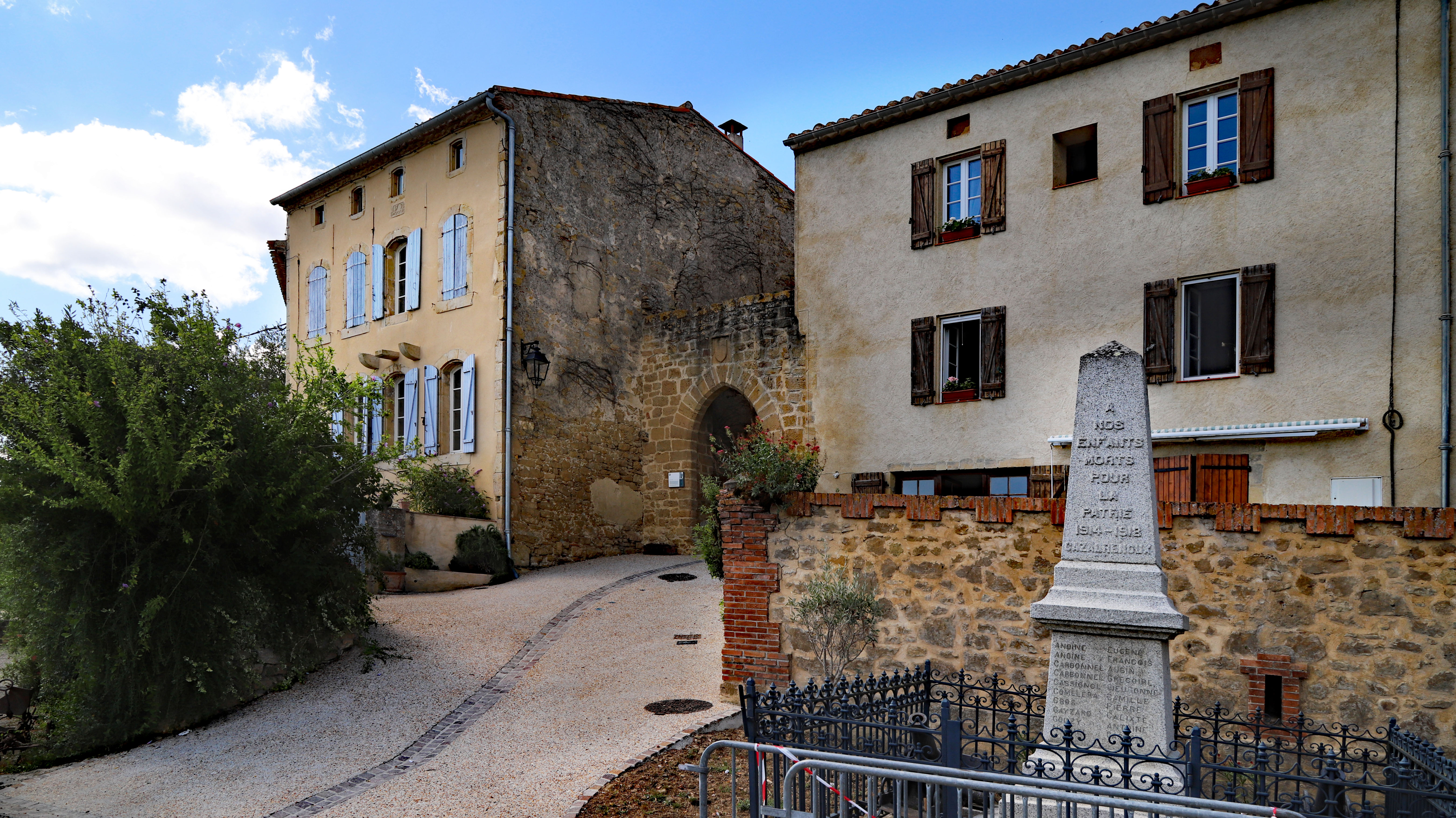
L'entrée médiévale.
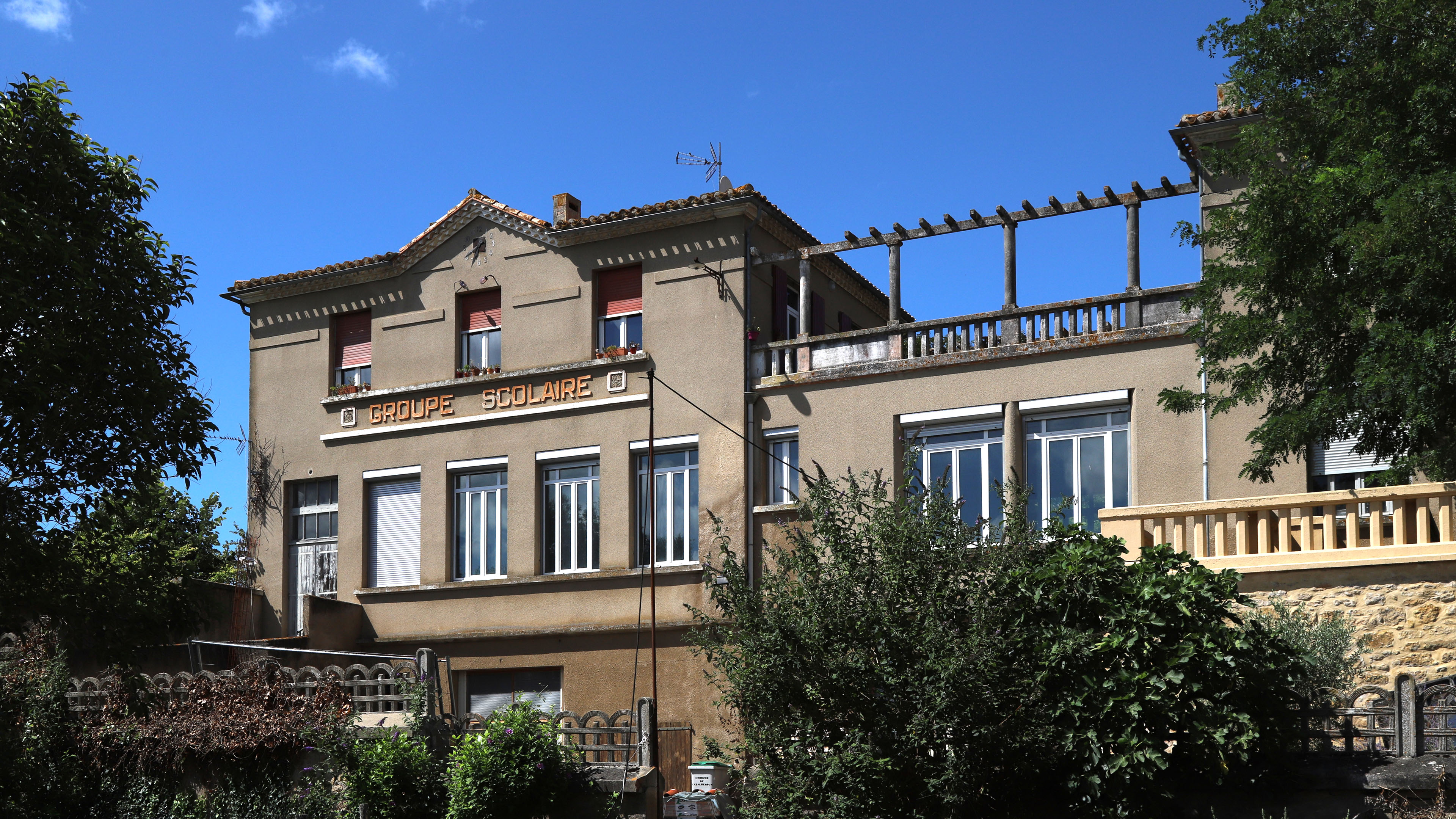
Le groupe scolaire.
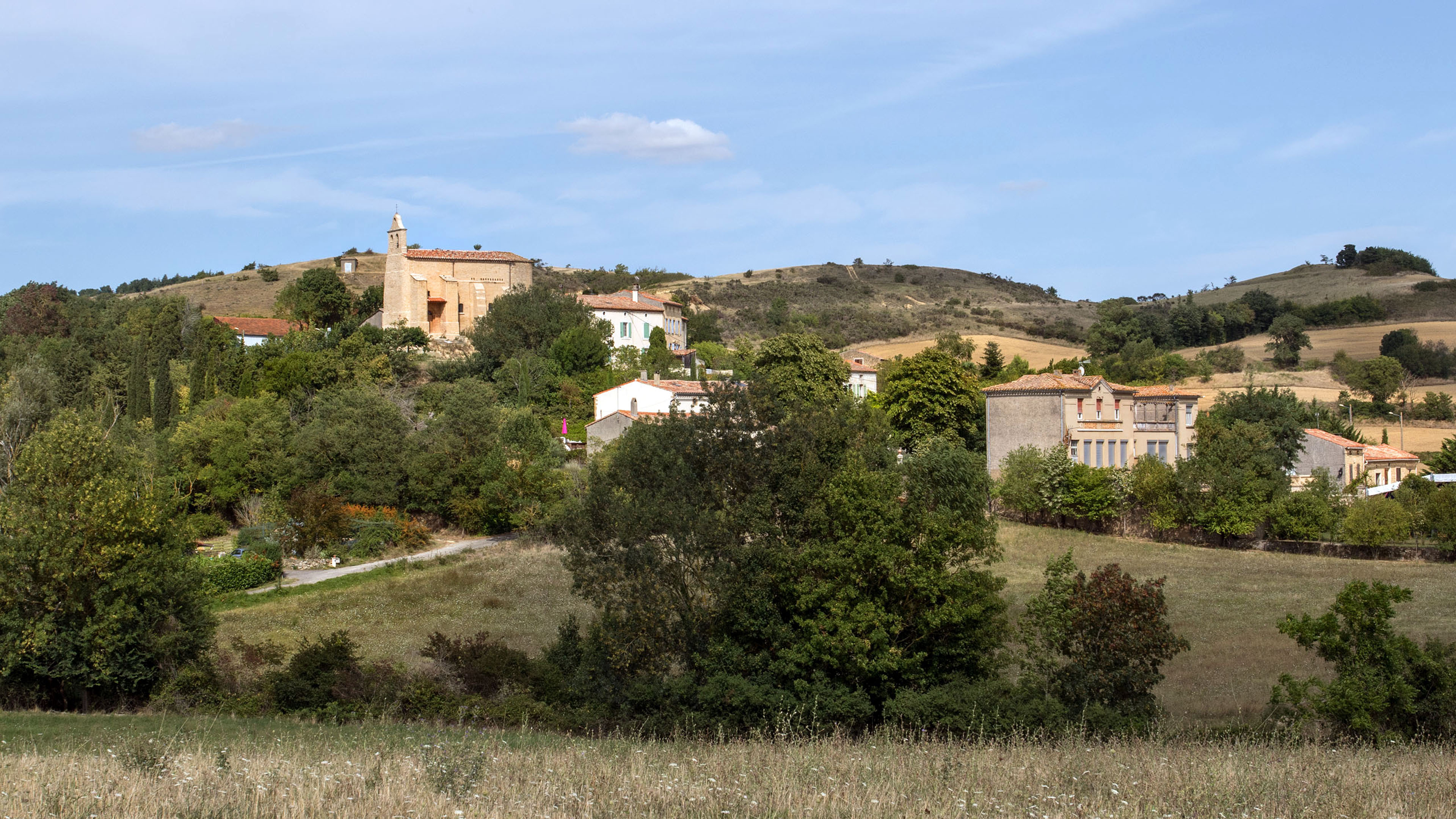
Le village vu du sud.

### Milieux naturels et biodiversité

#### Réseau Natura 2000

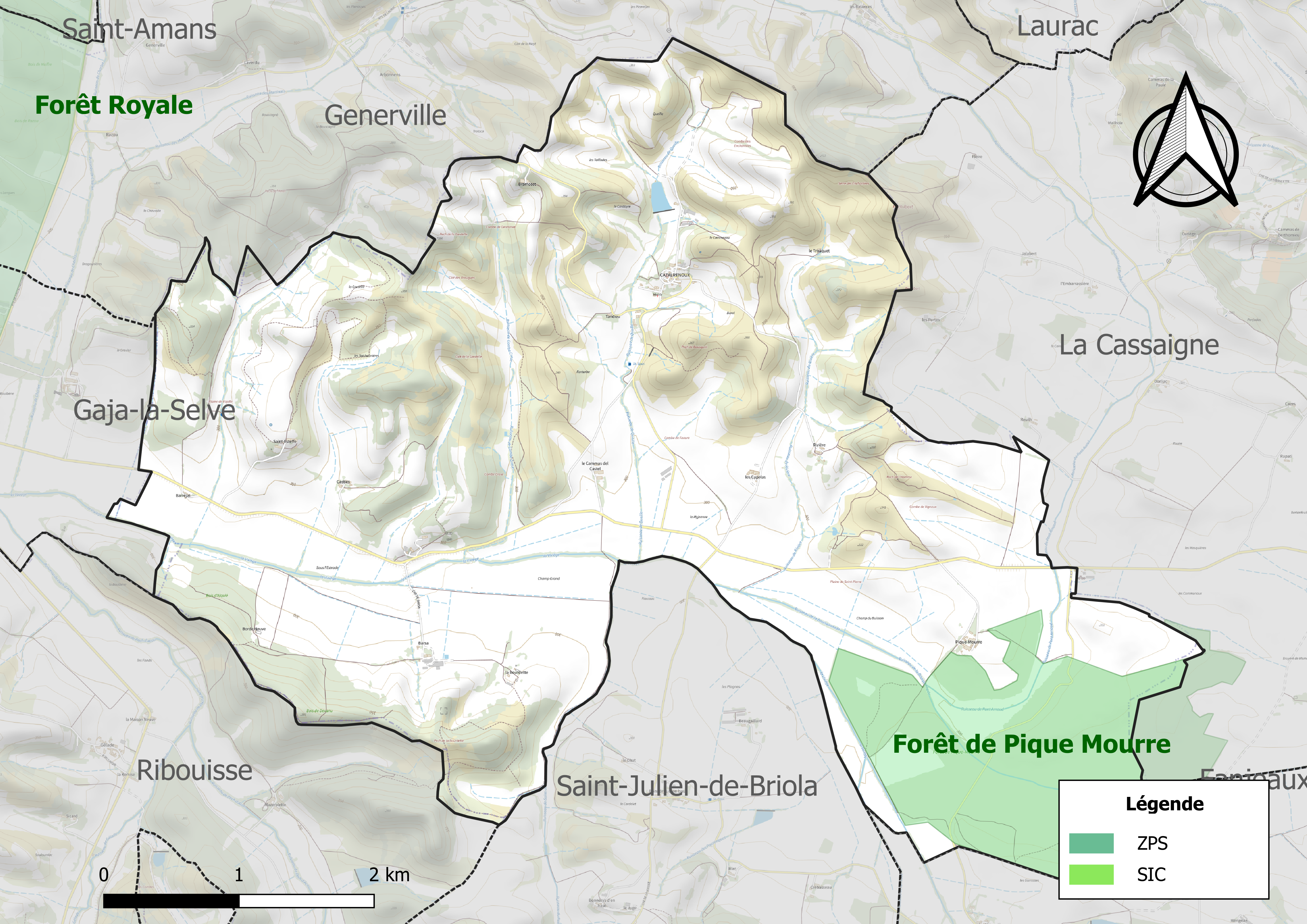
Sites Natura 2000 sur le territoire communal.

Le réseau Natura 2000 est un réseau écologique européen de sites naturels d'intérêt écologique élaboré à partir des directives habitats et oiseaux, constitué de zones spéciales de conservation (ZSC) et de zones de protection spéciale (ZPS). Un site Natura 2000 a été défini sur la commune au titre  de la directive oiseaux : le « piège et collines du Lauragais », d'une superficie de 31 216 ha, ayant une position de transition entre la Montagne Noire et les premiers contreforts pyrénéens. On y voit donc régulièrement des espèces à grand domaine vital soit en chasse, soit à la recherche soit de sites de nidification : le Vautour fauve, l'Aigle royal, le Faucon pèlerin sont ainsi plus ou moins régulièrement observés sur le territoire concerné.

#### Zones naturelles d'intérêt écologique, faunistique et floristique
L’inventaire des zones naturelles d'intérêt écologique, faunistique et floristique (ZNIEFF) a pour objectif de réaliser une couverture des zones les plus intéressantes sur le plan écologique, essentiellement dans la perspective d’améliorer la connaissance du patrimoine naturel national et de fournir aux différents décideurs un outil d’aide à la prise en compte de l’environnement dans l’aménagement du territoire.
Une ZNIEFF de type 1 est recensée sur la commune :
la « forêt de Pique Mourre » (178 ha), couvrant 2 communes du département et deux ZNIEFF de type 2, : 
- la « bordure orientale de la Piège » (11 102 ha), couvrant 22 communes du département[17] ;
- les « collines de la Piège » (27 918 ha), couvrant 40 communes dont 38 dans l'Aude et 2 dans la Haute-Garonne[18].

Carte des ZNIEFF de type 1 et 2 à Cazalrenoux.
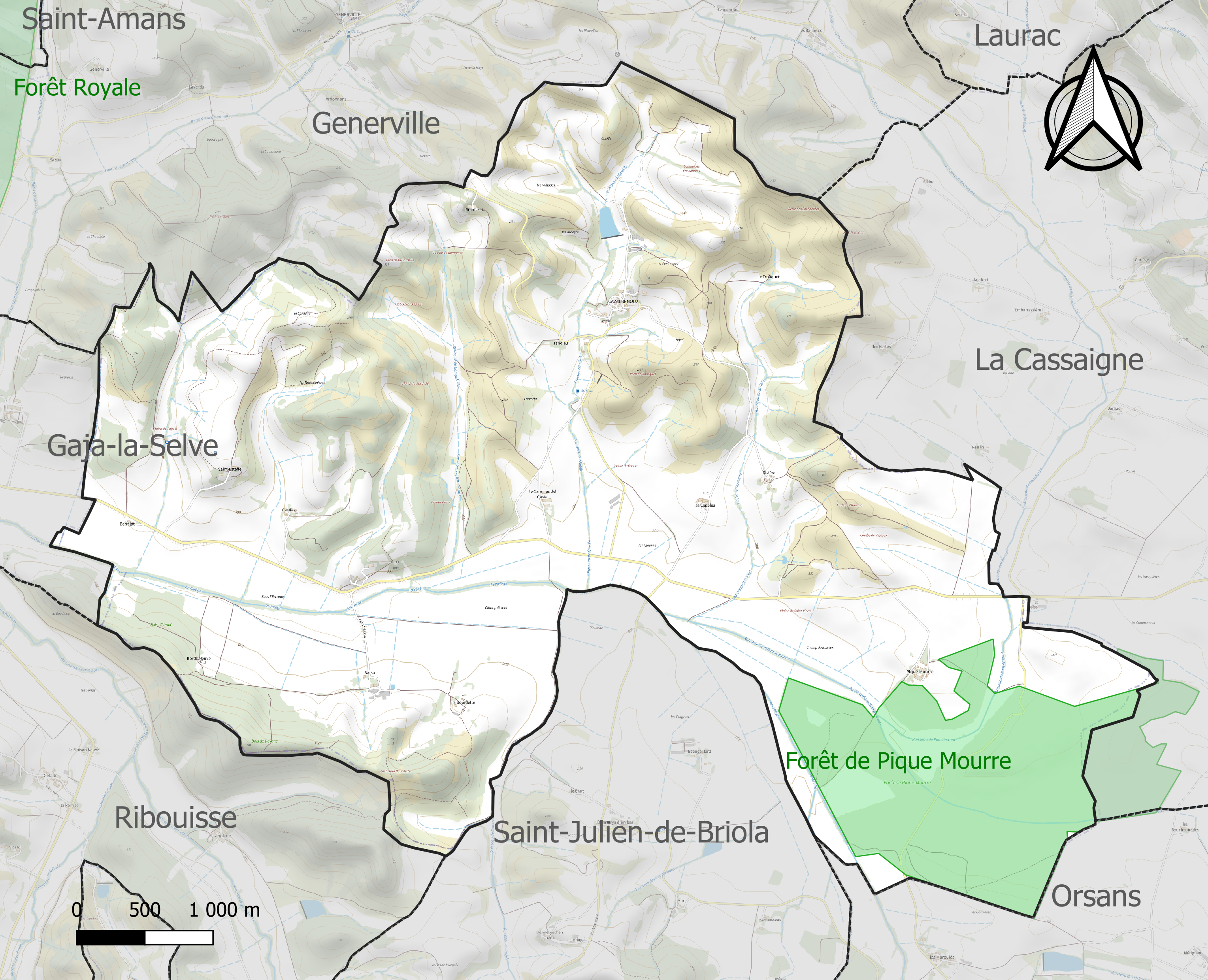
Carte de la ZNIEFF de type 1 sur la commune.
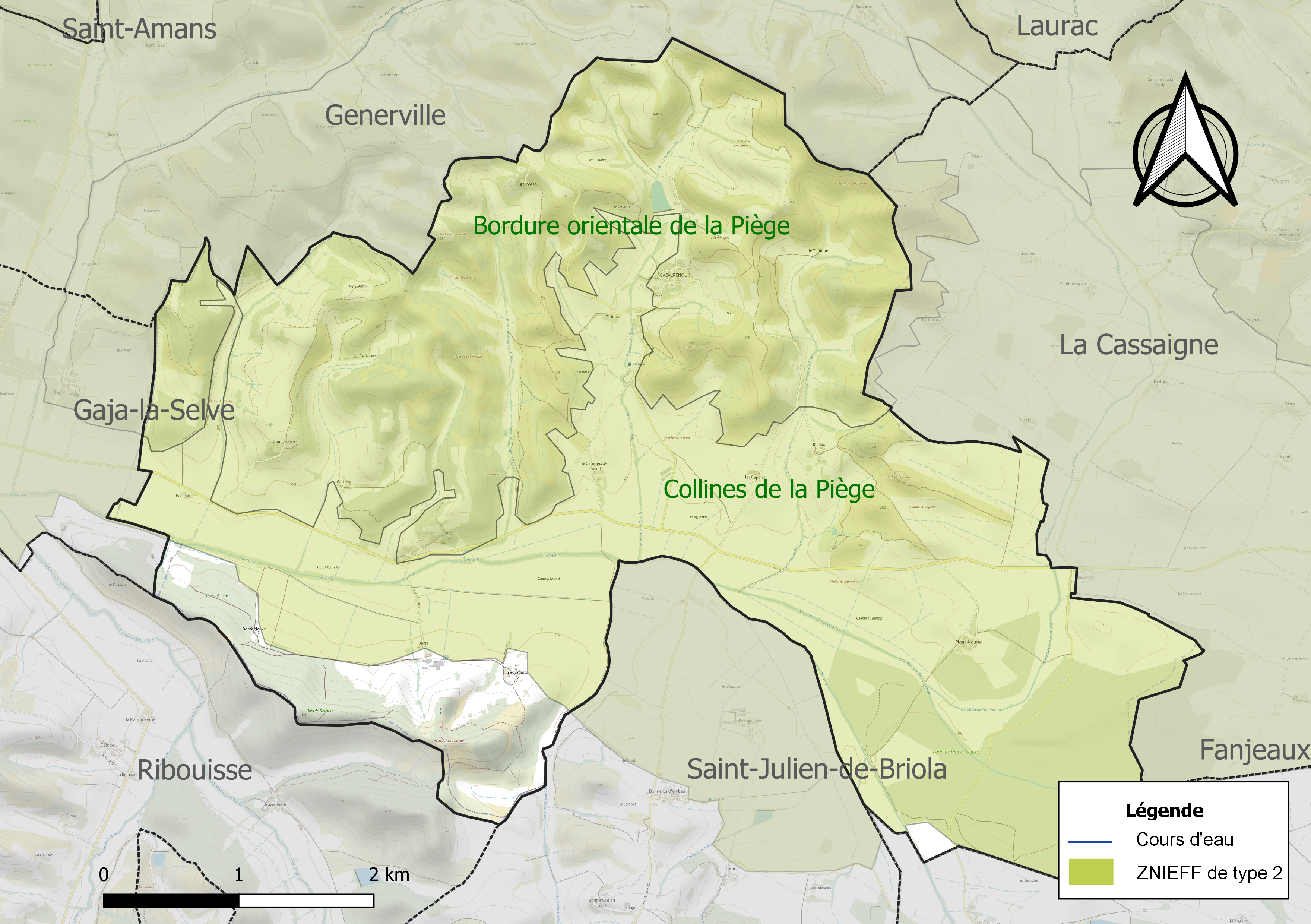
Carte des ZNIEFF de type 2 sur la commune.

## Urbanisme

### Typologie
Au 1er janvier 2024, Cazalrenoux est catégorisée commune rurale à habitat très dispersé, selon la nouvelle grille communale de densité à 7 niveaux définie par l'Insee en 2022.
Elle est située hors unité urbaine et hors attraction des villes,.

### Occupation des sols
L'occupation des sols de la commune, telle qu'elle ressort de la base de données européenne d’occupation biophysique des sols Corine Land Cover (CLC), est marquée par l'importance des territoires agricoles (63,1 % en 2018), une proportion identique à celle de 1990 (63,1 %). La répartition détaillée en 2018 est la suivante : 
terres arables (32,1 %), zones agricoles hétérogènes (31,1 %), milieux à végétation arbustive et/ou herbacée (22,9 %), forêts (14 %). L'évolution de l’occupation des sols de la commune et de ses infrastructures peut être observée sur les différentes représentations cartographiques du territoire : la carte de Cassini (XVIIIe siècle), la carte d'état-major (1820-1866) et les cartes ou photos aériennes de l'IGN pour la période actuelle (1950 à aujourd'hui).

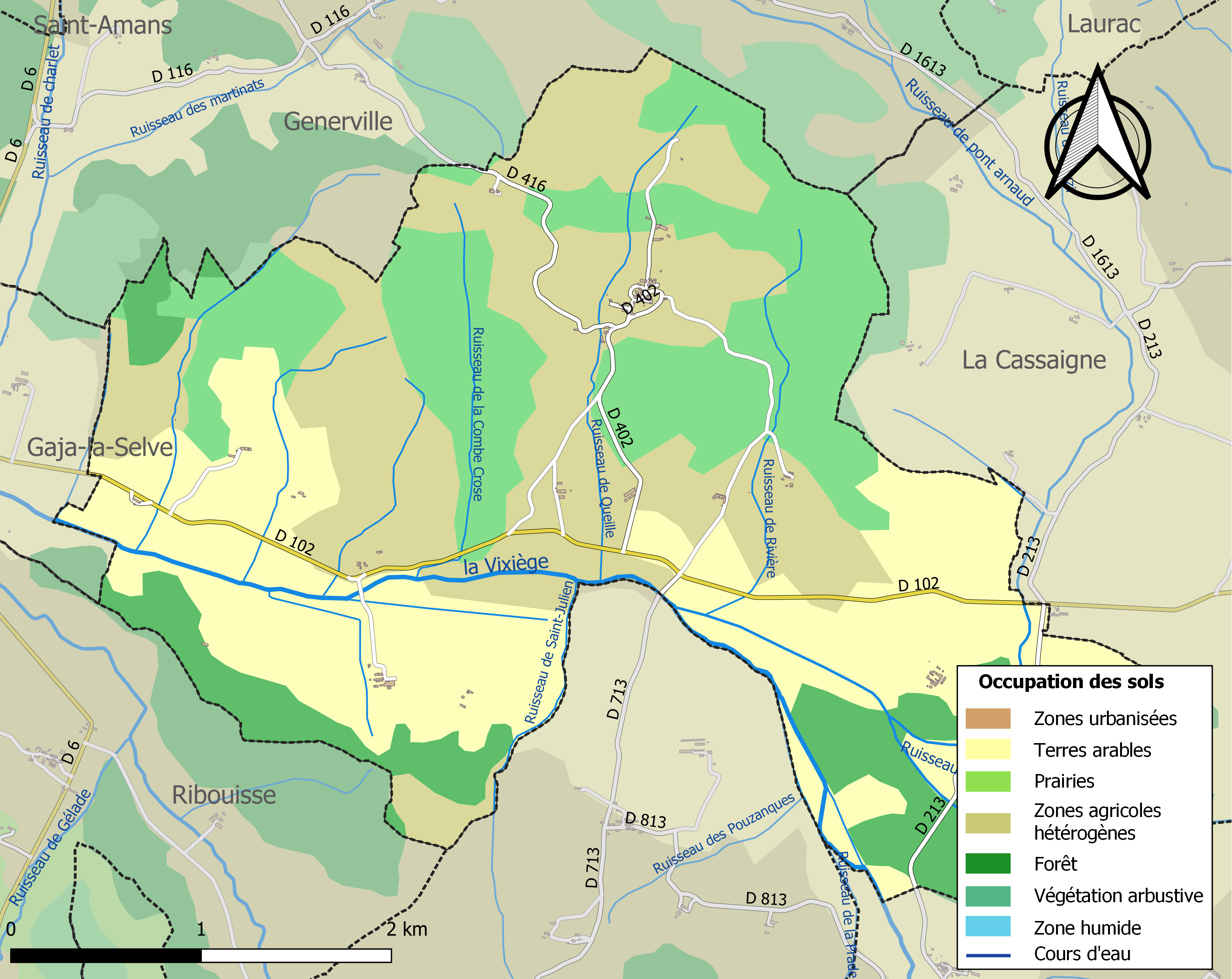
Carte des infrastructures et de l'occupation des sols de la commune en 2018 (CLC).

### Risques majeurs
Le territoire de la commune de Cazalrenoux est vulnérable à différents aléas naturels : météorologiques (tempête, orage, neige, grand froid, canicule ou sécheresse) et séisme (sismicité faible). Un site publié par le BRGM permet d'évaluer simplement et rapidement les risques d'un bien localisé soit par son adresse soit par le numéro de sa parcelle.

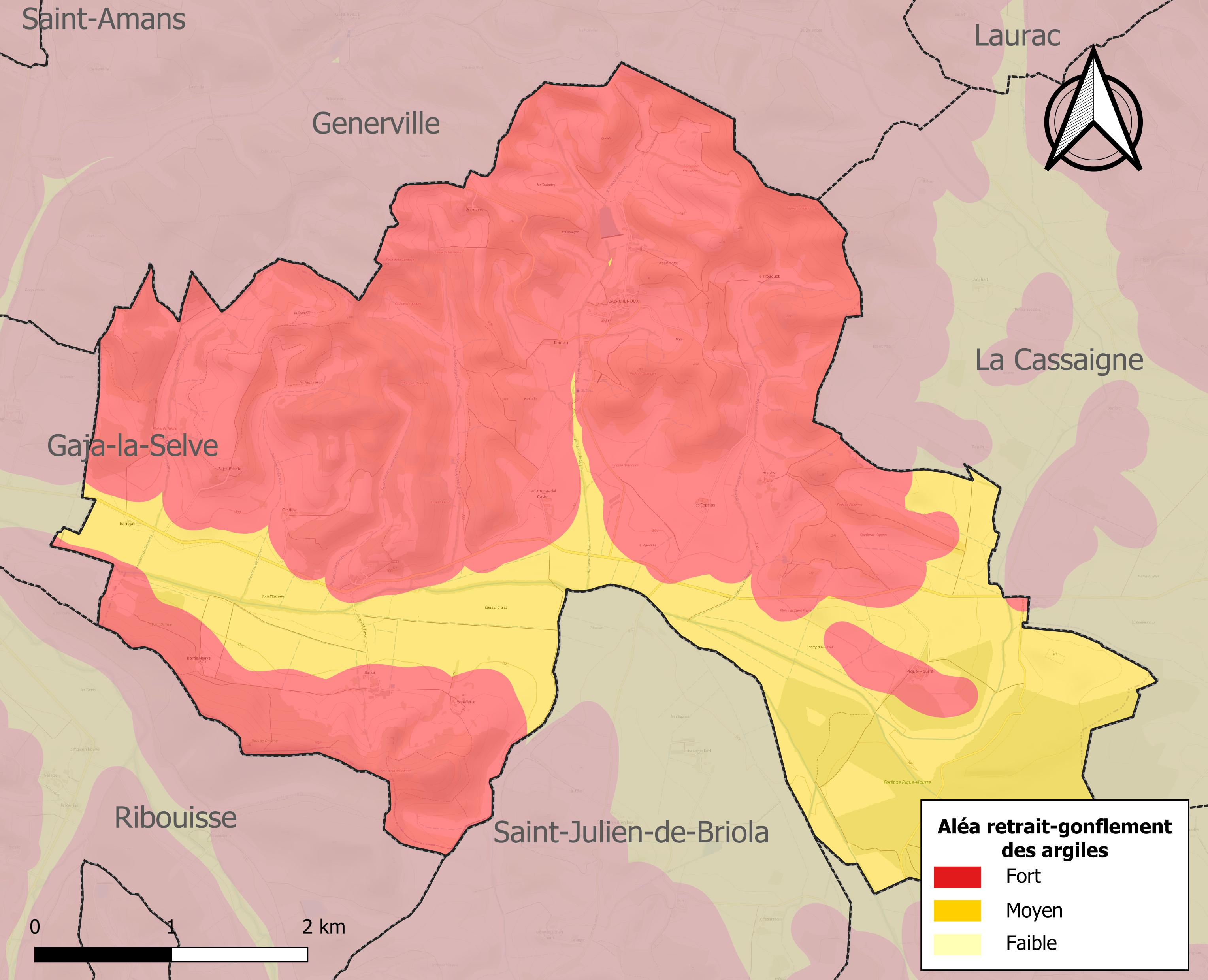
Carte des zones d'aléa retrait-gonflement des sols argileux de Cazalrenoux.

Le retrait-gonflement des sols argileux est susceptible d'engendrer des dommages importants aux bâtiments en cas d’alternance de périodes de sécheresse et de pluie. La totalité de la commune est en aléa moyen ou fort (75,2 % au niveau départemental et 48,5 % au niveau national). Sur les 63 bâtiments dénombrés sur la commune en 2019, 63 sont en aléa moyen ou fort, soit 100 %, à comparer aux 94 % au niveau départemental et 54 % au niveau national. Une cartographie de l'exposition du territoire national au retrait gonflement des sols argileux est disponible sur le site du BRGM,.

## Politique et administration

### Découpage territorial
La commune de Cazalrenoux est membre de la communauté de communes Piège-Lauragais-Malepère, un établissement public de coopération intercommunale (EPCI) à fiscalité propre créé le 19 décembre 2012 dont le siège est à Bram. Ce dernier est par ailleurs membre d'autres groupements intercommunaux.
Sur le plan administratif, elle est rattachée à l'arrondissement de Carcassonne, au département de l'Aude, en tant que circonscription administrative de l'État, et à la région Occitanie.
Sur le plan électoral, elle dépend du canton de la Piège au Razès pour l'élection des conseillers départementaux, depuis le redécoupage cantonal de 2014 entré en vigueur en 2015, et de la troisième circonscription de l'Aude  pour les élections législatives, depuis le redécoupage électoral de 1986.

### Liste des maires
| Période                                  | Période   | Identité       | Étiquette | Qualité                                                              |
| ---------------------------------------- | --------- | -------------- | --------- | -------------------------------------------------------------------- |
| 1925                                     | 1940      | Léopold Fort   | Radical   | Conseiller d'arrondissement du Canton de Fanjeaux                    |
| 2001                                     | mars 2014 | Raymond Belmas |           |                                                                      |
| mars 2014                                | en cours  | Brice Asensio  |           | Vice-président de la communauté de communes Piège-Lauragais-Malepère |
| Les données manquantes sont à compléter. |           |                |           |                                                                      |

## Démographie
L'évolution du nombre d'habitants est connue à travers les recensements de la population effectués dans la commune depuis 1793. Pour les communes de moins de 10 000 habitants, une enquête de recensement portant sur toute la population est réalisée tous les cinq ans, les populations de référence des années intermédiaires étant quant à elles estimées par interpolation ou extrapolation. Pour la commune, le premier recensement exhaustif entrant dans le cadre du nouveau dispositif a été réalisé en 2007.

En 2022, la commune comptait 102 habitants, en évolution de +14,61 % par rapport à 2016 (Aude : +2,65 %, France hors Mayotte : +2,11 %).
| 1793 | 1800 | 1806 | 1821 | 1831 | 1836 | 1841 | 1846 | 1851 |
| ---- | ---- | ---- | ---- | ---- | ---- | ---- | ---- | ---- |
| 263  | 284  | 283  | 261  | 261  | 254  | 331  | 346  | 343  |

| 1856 | 1861 | 1866 | 1872 | 1876 | 1881 | 1886 | 1891 | 1896 |
| ---- | ---- | ---- | ---- | ---- | ---- | ---- | ---- | ---- |
| 325  | 321  | 276  | 245  | 245  | 243  | 246  | 246  | 240  |

| 1901 | 1906 | 1911 | 1921 | 1926 | 1931 | 1936 | 1946 | 1954 |
| ---- | ---- | ---- | ---- | ---- | ---- | ---- | ---- | ---- |
| 257  | 237  | 214  | 192  | 172  | 167  | 177  | 159  | 157  |

| 1962 | 1968 | 1975 | 1982 | 1990 | 1999 | 2006 | 2007 | 2012 |
| ---- | ---- | ---- | ---- | ---- | ---- | ---- | ---- | ---- |
| 124  | 92   | 73   | 78   | 70   | 84   | 77   | 76   | 81   |

| 2017 | 2022 | - | - | - | - | - | - | - |
| ---- | ---- | - | - | - | - | - | - | - |
| 91   | 102  | - | - | - | - | - | - | - |

## Économie

### Emploi
| Division       | 2008   | 2013   | 2018   |
| -------------- | ------ | ------ | ------ |
| Commune        | 6 %    | 4,3 %  | 5,5 %  |
| Département    | 10,2 % | 12,8 % | 12,6 % |
| France entière | 8,3 %  | 10 %   | 10 %   |

En 2018, la population âgée de 15 à 64 ans s'élève à 55 personnes, parmi lesquelles on compte 76,4 % d'actifs (70,9 % ayant un emploi et 5,5 % de chômeurs) et 23,6 % d'inactifs,. Depuis 2008, le taux de chômage communal (au sens du recensement) des 15-64 ans est inférieur à celui de la France et du département.
La commune est hors attraction des villes,. Elle compte 20 emplois en 2018, contre 15 en 2013 et 16 en 2008. Le nombre d'actifs ayant un emploi résidant dans la commune est de 39, soit un indicateur de concentration d'emploi de 51,2 % et un taux d'activité parmi les 15 ans ou plus de 56,8 %.
Sur ces 39 actifs de 15 ans ou plus ayant un emploi, 13 travaillent dans la commune, soit 33 % des habitants. Pour se rendre au travail, 71,8 % des habitants utilisent un véhicule personnel ou de fonction à quatre roues, 2,6 % les transports en commun, 18 % s'y rendent en deux-roues, à vélo ou à pied et 7,7 % n'ont pas besoin de transport (travail au domicile).

### Activités hors agriculture
Dix établissements sont implantés  à Cazalrenoux au 31 décembre 2019. Le secteur du commerce de gros et de détail, des transports, de l'hébergement et de la restauration est prépondérant sur la commune puisqu'il représente 50 % du nombre total d'établissements de la commune (5 sur les 10 entreprises implantées à Cazalrenoux), contre 32,3 % au niveau départemental.

### Agriculture
|                                   | 1988 | 2000 | 2010 |
| --------------------------------- | ---- | ---- | ---- |
| Exploitations                     | 11   | 7    | 5    |
| Superficie agricole utilisée (ha) | 940  | 491  | 427  |

La commune fait partie de la petite région agricole dénommée « Razès ». En 2010, l'orientation technico-économique de l'agriculture  sur la commune est la polyculture et le polyélevage. Cinq exploitations agricoles ayant leur siège dans la commune sont dénombrées lors du recensement agricole de 2010 (onze en 1988). La superficie agricole utilisée est de 427 ha.

## Culture locale et patrimoine

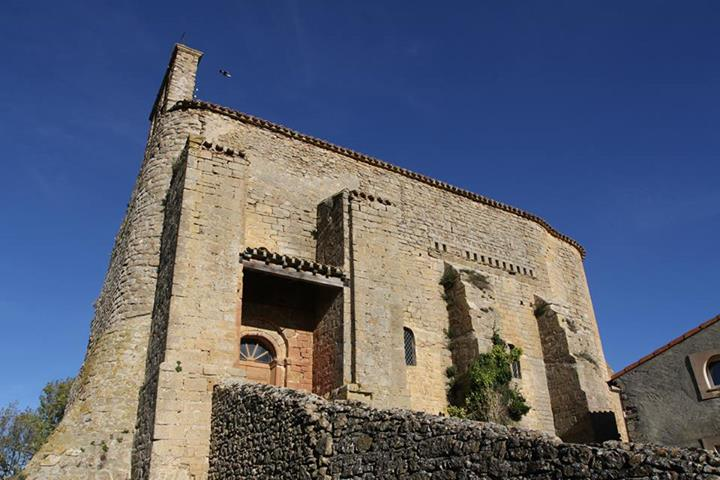
Église Notre-Dame de Cazalrenoux.

### Lieux et monuments
- L'église Notre-Dame, église fortifiée datant du XVIIe siècle. L'ensemble de l'église, à l'exception des chapelles latérales et sacristies ont été inscrits au titre des monuments historiques en 1948[35],[36].

### Personnalités liées à la commune
- Léopold Fort, maire de Cazalrenoux, conseiller d'arrondissement du canton de Fanjeaux (1925-1940).

### Distinctions culturelles
Cazalrenoux fait partie des communes ayant reçu l’étoile verte espérantiste, distinction remise aux maires de communes recensant des locuteurs de la langue construite espéranto.

### Héraldique
| Blason de Cazalrenoux | Blason  | D'argent au crampon de sable.                    |
| Blason de Cazalrenoux | Détails | Le statut officiel du blason reste à déterminer. |